# Basileocephalus germana
Basileocephalus germana är en insektsart som beskrevs av Yang och Wu 1993. Basileocephalus germana ingår i släktet Basileocephalus och familjen Derbidae. Inga underarter finns listade i Catalogue of Life.